# Кир Јоаким Србин
Кир Јоаким Србин је био српски православни монах, хоровођа (доместикос) и најстарији српски композитор литургијских мелодија. 
Потписивао се са „господин Јоаким, монах и доместик Србије“ (кир Јоаким, монах и домаћик Србије). Старији извори наводе да је живео у 15. веку, док новији извори наводе да је живео у 14. веку (1360–1385). Српско-амерички музиколог Милош Велимировић (1922–2008) израдио је студију о њему, Јоаким монах и домаћик Србије (1964). Рукопис који га помиње са његовим титулама Велимировић је датирао пре 1453. године. Живео је у манастиру Харсијанит у Цариграду. Атинска национална библиотека има два Коиноника, Богородицу и три вечерње, на грчком, од Кир Јоакима (од 1969. године). Уз Исаију Србина, Кир Стефана Србина и Николу Србина, део је средњовековне српске музичке баштине, која је и део византијског наслеђа. Једно његово дело Кратима Терирем (Κρατημα 'Τεριρεμ) уврштено је у албум Драгослава Павла Аксентијевића- Музика старе Србије (1987).